# Coelogyne contractipetala
Coelogyne contractipetala é uma espécie de orquídea epífita, família Orchidaceae, originária de Kerinci, em Sumatra.